# Chen Kuei-ru
Dans ce nom chinois, le nom de famille, Chen, précède le nom personnel Kuei-ru.
Chen Kuei-ru (né le 22 septembre 1993 dans le comté de Yunlin) est un athlète taïwanais, spécialiste du 110 mètres haies.

## Carrière
Le 27 août 2017, il bat son record personnel en 13 s 55, également record national, pour remporter la médaille d'argent lors de l'Universiade de 2017 à Taipei. L'année suivante, il décroche la médaille d'argent des Jeux asiatiques de Jakarta en 13 s 39, record national, derrière Xie Wenjun (13 s 34).
Le 24 avril 2019, il égale à nouveau le record national pour remporter la médaille de bronze lors des Championnats d’Asie à Doha.

## Palmarès
| Date | Compétition                  | Lieu    | Résultat | Épreuve     | Temps   |
| ---- | ---------------------------- | ------- | -------- | ----------- | ------- |
| 2017 | Universiade                  | Taipei  | 2e       | 110 m haies | 13 s 55 |
| 2018 | Jeux asiatiques              | Jakarta | 2e       | 110 m haies | 13 s 39 |
| 2019 | Championnats d'Asie          | Doha    | 3e       | 110 m haies | 13 s 39 |
| 2023 | Championnats d'Asie en salle | Astana  | 2e       | 60 m haies  | 7 s 68  |

## Records
| Épreuve     | Temps        | Lieu         | Date                       |
| ----------- | ------------ | ------------ | -------------------------- |
| 60 m haies  | 7 s 81       | Doha         | 21 février 2016            |
| 110 m haies | 13 s 39 (NR) | Jakarta Doha | 28 août 2018 24 avril 2019 |